# عبد القادر مشاريبوف
عبد القادر مشاريبوف هو منفذ الهجوم الذي استهدف ملهى "رينا" ليلة رأس السنة، 1 يناير 2017 م وأسفر عن مقتل 39 شخصا، بينهم 16 أجنبيا، وإصابة 65 آخرين. المنفذ يحذر من تركستان الشرقية بالصين.